# 相原康伸
相原 康伸（あいはら やすのぶ、1960年5月29日 - ）は、日本の労働運動家。日本労働組合総連合会事務局長。

## 略歴
東京都生まれ。1983年法政大学経営学部卒業後、トヨタ自動車入社。1990年労組執行委員、1992年労連執行委員、1994年労組局長、1996年自動車総連局長、1998年労組副執行委員長、2002年全トヨタ労働組合連合会事務局長、2008年自動車総連事務局長、2012年金属労協副議長・自動車総連会長、同年10月日本労働組合総連合会副会長、2013年2月UNI日本加盟組織連絡協議会議長、同年10月全労生議長、12月日本生産性本部副会長、2014年金属労協議長を歴任し、2017年10月日本労働組合総連合会事務局長に就任。2021年10月退任後、教育文化協会理事長、国際労働財団理事長。

## 参照
- 相原康伸 - ハフポスト日本版
- 金属労協　機関誌「JCM」2015年春号No.309
- 日本経済新聞　連合、神津会長の続投を決定